# Nick Holtam

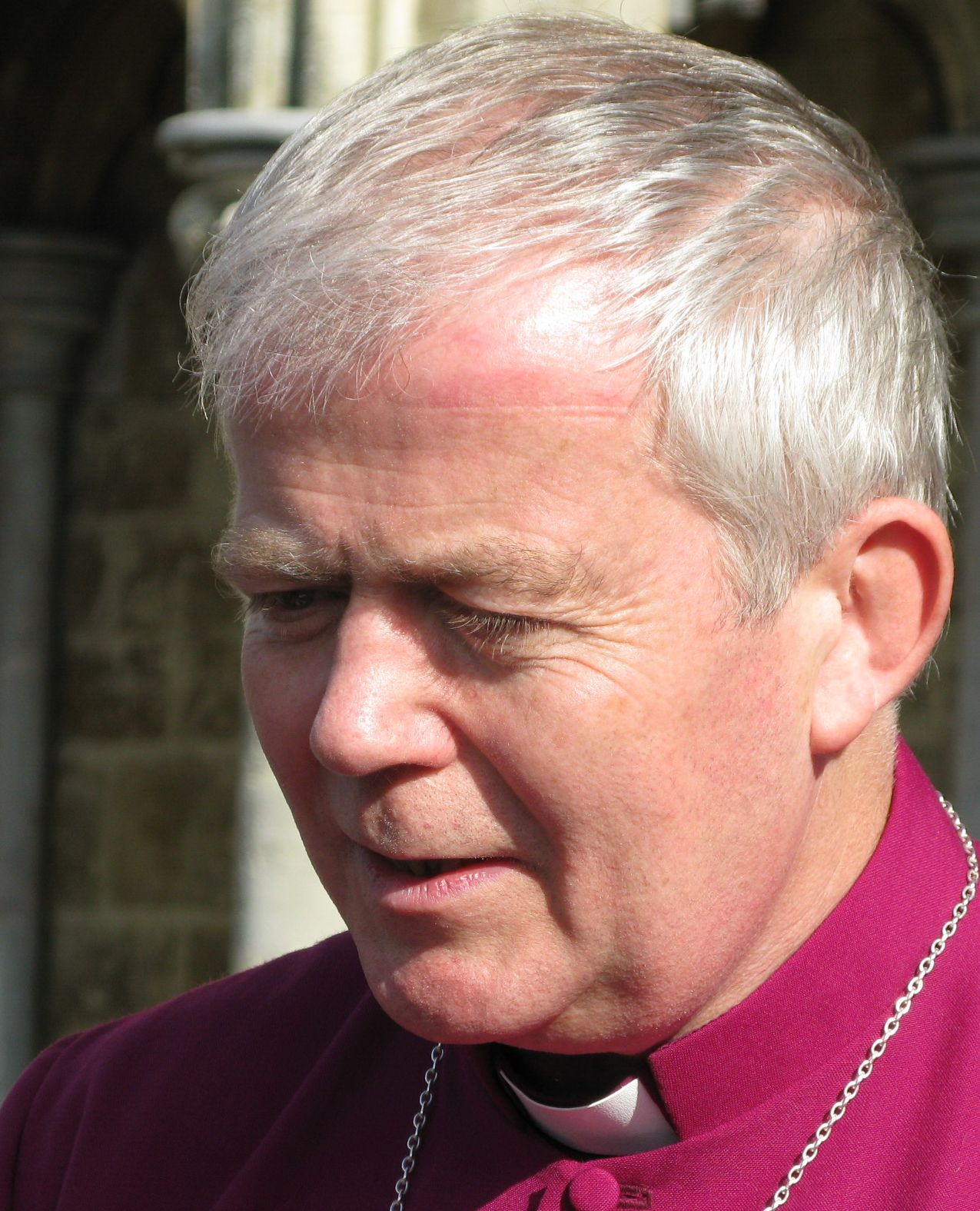
Nick Holtam (2011)

Nicholas Roderick „Nick“ Holtam (* 8. August 1954 in London) ist der seit 2011 amtierende Bischof von Salisbury der Church of England. Seit Dezember 2014 ist er Mitglied des House of Lords.

## Leben
Holtam wuchs im Londoner Stadtteil Edmonton auf und studierte an der Durham University Geographie. Nach seinem ersten Studienabschluss studierte er Theologie am King’s College London und an einem Seminar der Universität Cambridge. 1979 wurde er zum Diakon und 1980 zum Priester geweiht, worauf er im Großraum London verschiedene Stellen als Kurat, Tutor und Vikar übernahm. Von 1995 bis 2011 war Holtam Vikar der Kirche St. Martin-in-the-Fields. Im Jahre 2005 erhielt er ein Ehrendoktorat der Universität Durham und wurde zum Fellow des King’s College London ernannt.
Am 12. April 2011 wurde die Bewilligung seiner Nominierung zum Bischof von Salisbury durch das britische Königshaus bekanntgegeben, worauf er am 22. Juli 2011 in der St Paul’s Cathedral die Bischofsweihe durch den Erzbischof von Canterbury Rowan Williams empfing und am 15. Oktober 2011 in Salisbury als Bischof eingesetzt wurde.
Im Februar 2012 unterstützte Holtam als erster Bischof der Church of England öffentlich die gleichgeschlechtliche Ehe. Im Juni 2013 beantwortete er in diesem Zusammenhang eine Anfrage von Waheed Alli und wies auf die Vielfalt von Ansichten innerhalb der Church of England zu dieser Thematik hin.
Am 8. Dezember 2014 wurde Holtam in seiner Funktion als Bischof von Salisbury als Geistlicher Lord Mitglied des House of Lords. Er ersetzt dort den Bischof von Newcastle Martin Wharton. Am 9. Februar 2015 wurde er, mit Unterstützung von John Inge, dem Bischof von Worcester, und Christopher Foster, dem Bischof of Portsmouth, offiziell eingeführt, legte seinen Amtseid ab und nahm seinen Sitz im House of Lords ein.
Holtam ist mit Helen geb. Harris, einer Mathematiklehrerin, verheiratet. Das Paar hat vier erwachsene Kinder.

## Titel
- 1954–1979: Nick Holtam Esq
- 1979–2011: The Revd Nick Holtam
- seit 2011: The Rt Revd Nick Holtam